# Gran Premi d'Europa del 2003

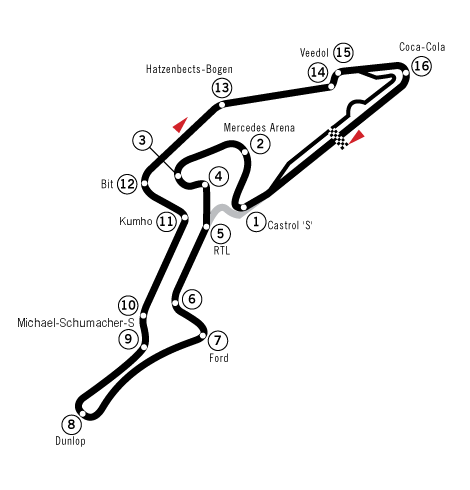
Mapa del circuit de Nürburgring.

El Gran Premi d'Europa de la temporada 2003 va ser disputat al circuit de Nürburgring el 29 de juny del 2003.

## Resultats de la cursa
| Pos | No | Pilot                 | Equip              | Voltes | Temps/ Retirada        | Pos. de sortida | Punts |
| --- | -- | --------------------- | ------------------ | ------ | ---------------------- | --------------- | ----- |
| 1   | 4  | Ralf Schumacher       | Williams - BMW     | 60     | 1h 34' 44. 3           | 3               | 10    |
| 2   | 3  | Juan Pablo Montoya    | Williams - BMW     | 60     | + 16.8 s               | 4               | 8     |
| 3   | 2  | Rubens Barrichello    | Ferrari            | 60     | + 39.6 s               | 5               | 6     |
| 4   | 8  | Fernando Alonso       | Renault            | 60     | + 1' 05.7 min.         | 8               | 5     |
| 5   | 1  | Michael Schumacher    | Ferrari            | 60     | + 1' 06.1 min.         | 2               | 4     |
| 6   | 14 | Mark Webber           | Jaguar - Cosworth  | 59     | + 1 Volta              | 11              | 3     |
| 7   | 17 | Jenson Button         | BAR - Honda        | 59     | + 1 Volta              | 12              | 2     |
| 8   | 9  | Nick Heidfeld         | Sauber - Petronas  | 59     | + 1 Volta              | 20              | 1     |
| 9   | 10 | Heinz-Harald Frentzen | Sauber - Petronas  | 59     | + 1 Volta              | 15              |       |
| 10  | 15 | Antonio Pizzonia      | Jaguar - Cosworth  | 59     | + 1 Volta              | 16              |       |
| 11  | 12 | Ralph Firman          | Jordan - Ford      | 58     | + 2 Voltes             | 14              |       |
| 12  | 11 | Giancarlo Fisichella  | Jordan - Ford      | 58     | + 2 Voltes             | 13              |       |
| 13  | 18 | Justin Wilson         | Minardi - Cosworth | 58     | + 2 Voltes             | 19              |       |
| 14  | 19 | Jos Verstappen        | Minardi - Cosworth | 57     | + 3 Voltes             | 18              |       |
| 15  | 5  | David Coulthard       | McLaren - Mercedes | 56     | + 4 Voltes             | 9               |       |
| Ret | 21 | Cristiano da Matta    | Toyota             | 53     | Motor                  | 10              |       |
| Ret | 16 | Jacques Villeneuve    | BAR - Honda        | 51     | Caixa de canvi         | 17              |       |
| Ret | 7  | Jarno Trulli          | Renault            | 37     | Pressió de combustible | 6               |       |
| Ret | 20 | Olivier Panis         | Toyota             | 37     | Accident               | 7               |       |
| Ret | 6  | Kimi Räikkönen        | McLaren - Mercedes | 25     | Motor                  | 1               |       |

## Altres
- Pole: Kimi Räikkönen 1' 31. 523

- Volta ràpida: Kimi Räikkönen 1' 32. 621 (a la volta 14)